# フライ!
『フライ!』（原題：Lói - Þú flýgur aldrei einn）は、2018年公開のアニメ映画。

## キャスト
| 役名       | 原語版声優           | 日本語吹替     |
| ---------- | -------------------- | -------------- |
| プローイ   | ジェイミー・オラム   | 笹島かほる     |
| ガイロン   | ジョン・ステイモス   | 佐藤晴男       |
| フォックス | ショーン・アスティン | 越後屋コースケ |
| シャドウ   | リチャード・コットン | 多田野曜平     |
| スワン     | デビィ・チャゼン     |                |
| ママ       | Thorunn Erna Clausen | 森永麻衣子     |